# GLPI
GLPI, абревіатура від фр. Gestionnaire libre de parc informatique (Вільний менеджер ІТ-активів) — інформаційний менеджер ресурсів компанії зі зручним користувацьким інтерфейсом.
GLPI функціонує як система обробки заявок, головне призначення якої — контроль виконання завдань та підвищення ефективності прийняття рішень.
GLPI написана на мові PHP і поширюється за ліцензією GNU General Public License як вільне програмне забезпечення. Функціональні можливості системи допомагають ІТ-адміністраторам створювати базу даних технічних ресурсів, а також управління та історію дій з технічного обслуговування. Користувачі можуть декларувати інциденти або запити (засновані на ресурсі чи ні) завдяки функції Helpdesk.

## Огляд

### Основні функціональні можливості
- інвентаризація всіх технічних ресурсів компанії (комп'ютерів, периферійного обладнання, мережевих пристроїв і пов'язаних з ними компонентів);
- управління і облік заходів з технічного обслуговування ресурсів компанії та пов'язаних з цим процедур.

### Демо-версія
Демо-версія GLPI доступна за адресою http://demo.glpi-project.org [Архівовано 27 березня 2022 у Wayback Machine.]. Деякі функціональні можливості системи недоступні у зв'язку з питаннями безпеки (управління користувачами, зміна паролів, резервне копіювання та відновлення баз даних тощо). Проте, вона в загальних рисах окреслює те, чим є GLPI.
Демо-версія GLPI передбачає три варіанти авторизації в системі:
- admin — вхід під адміністратором;
- normal — звичайний вхід (без розподілу завдань);
- post-only — вхід лише з метою публікації.

Формувати заявки у демо-версії GLPI можна від імені користувача (normal, post-only) та адміністратора (admin). Доступність полів, можливість їх зміни та інші налаштування залежать від того, який варіант авторизації в системі обрав користувач.

### Інсталяція
Вимоги до інсталяції GLPI:
- можливість доступу до вебсервера з метою інсталяції файлів (FTP, SSH тощо);
- PHP 5.3 чи пізнішої версії з функцією підтримки сесій;
- можливість доступу до бази даних MySQL 4.1.2 чи пізнішої версії.

Перед інсталяцією GLPI необхідно мати у своєму розпорядженні базу даних MySQL, а також знати дані її підключення (надаються адміністратор)ом:
- адресу хоста сервера MySQL;
- логін MySQL;
- пароль MySQL;
- назву бази даних.